# Mazda3
Mazda3 (укр. Мазда 3) — хетчбеки і седани, що виробляються компанією Mazda з 2003 року і прийшли на заміну Mazda 323.

## Перше покоління (BK) (2003—2009)

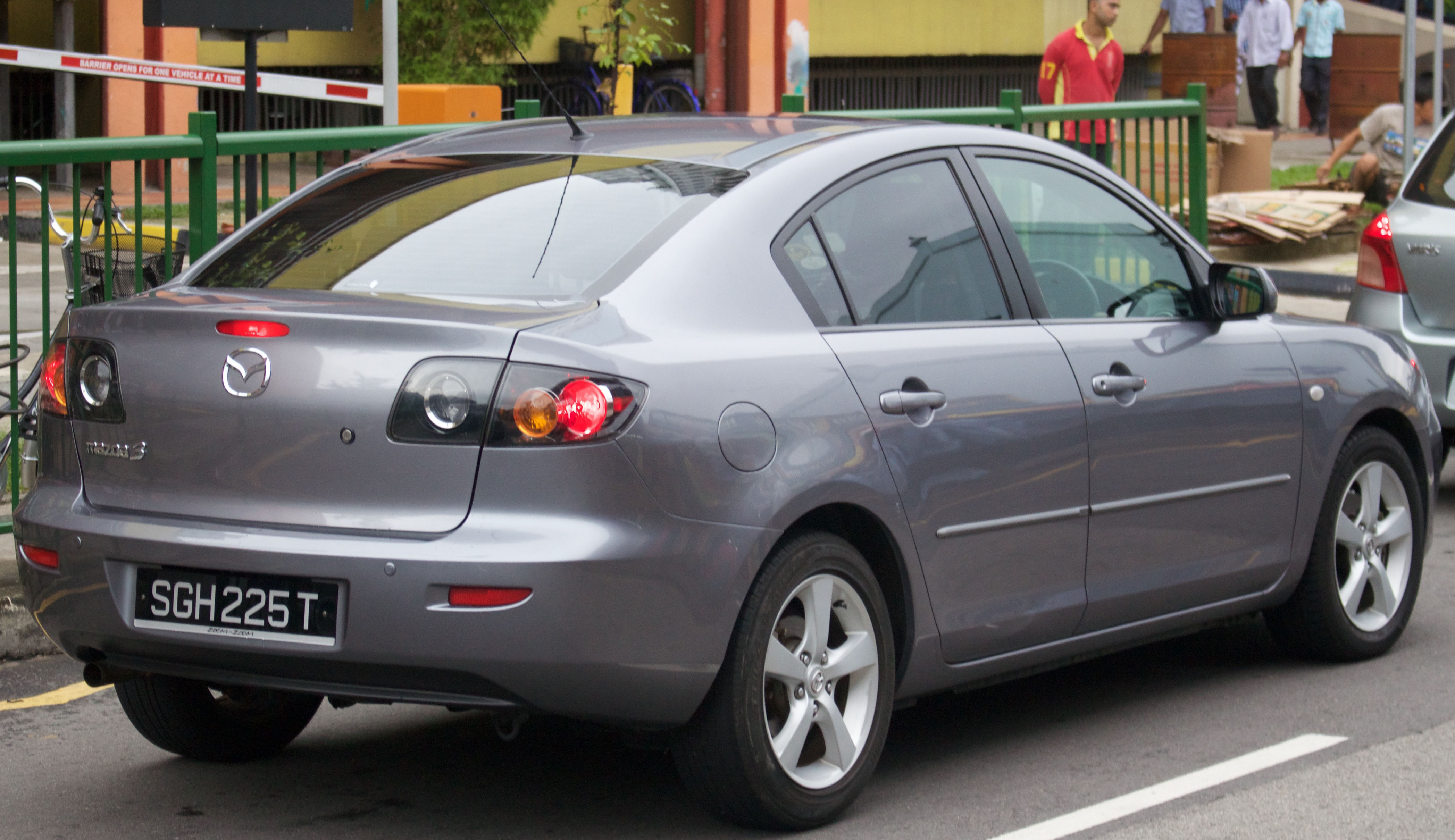
Mazda3 I седан

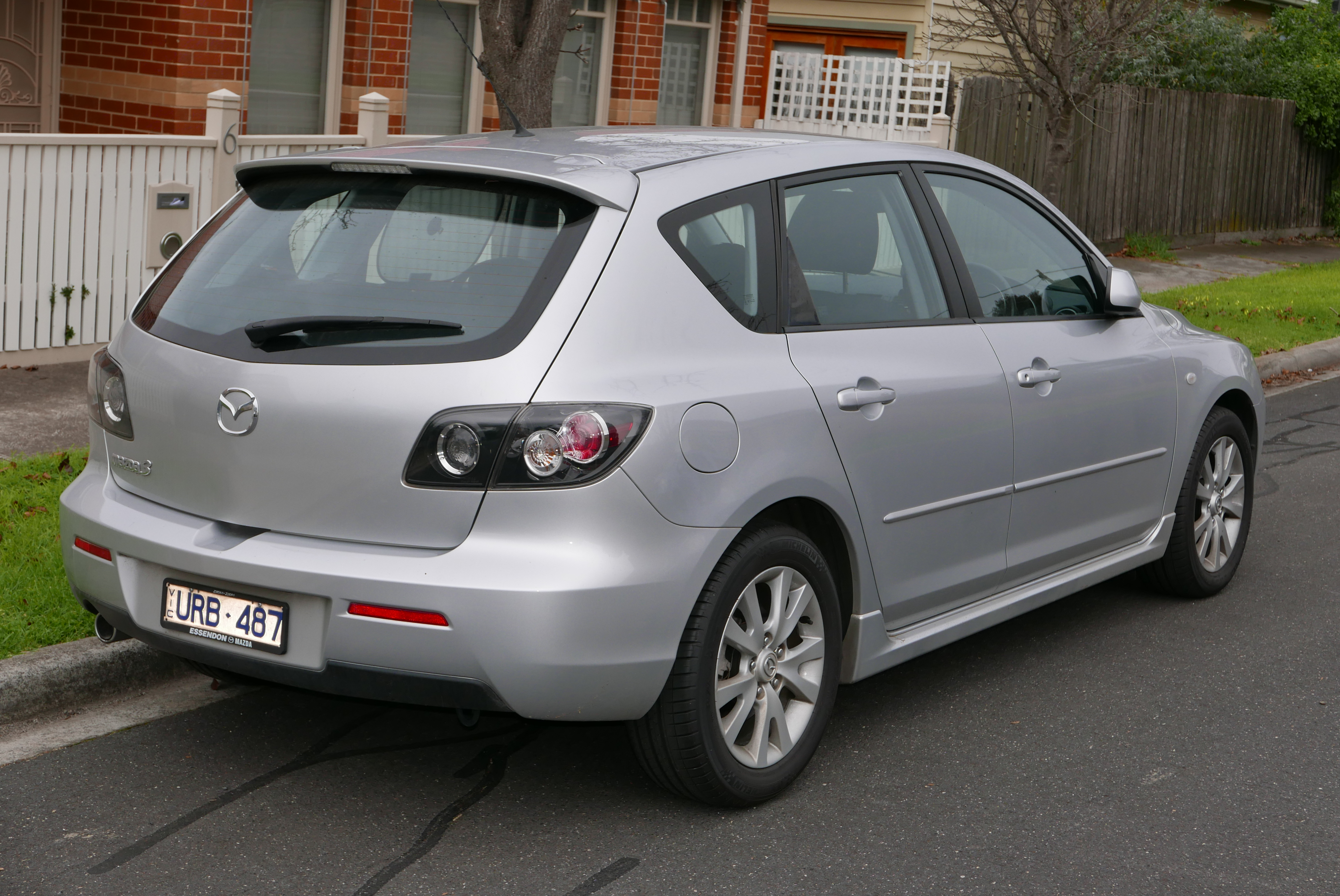
Mazda3 I хетчбек

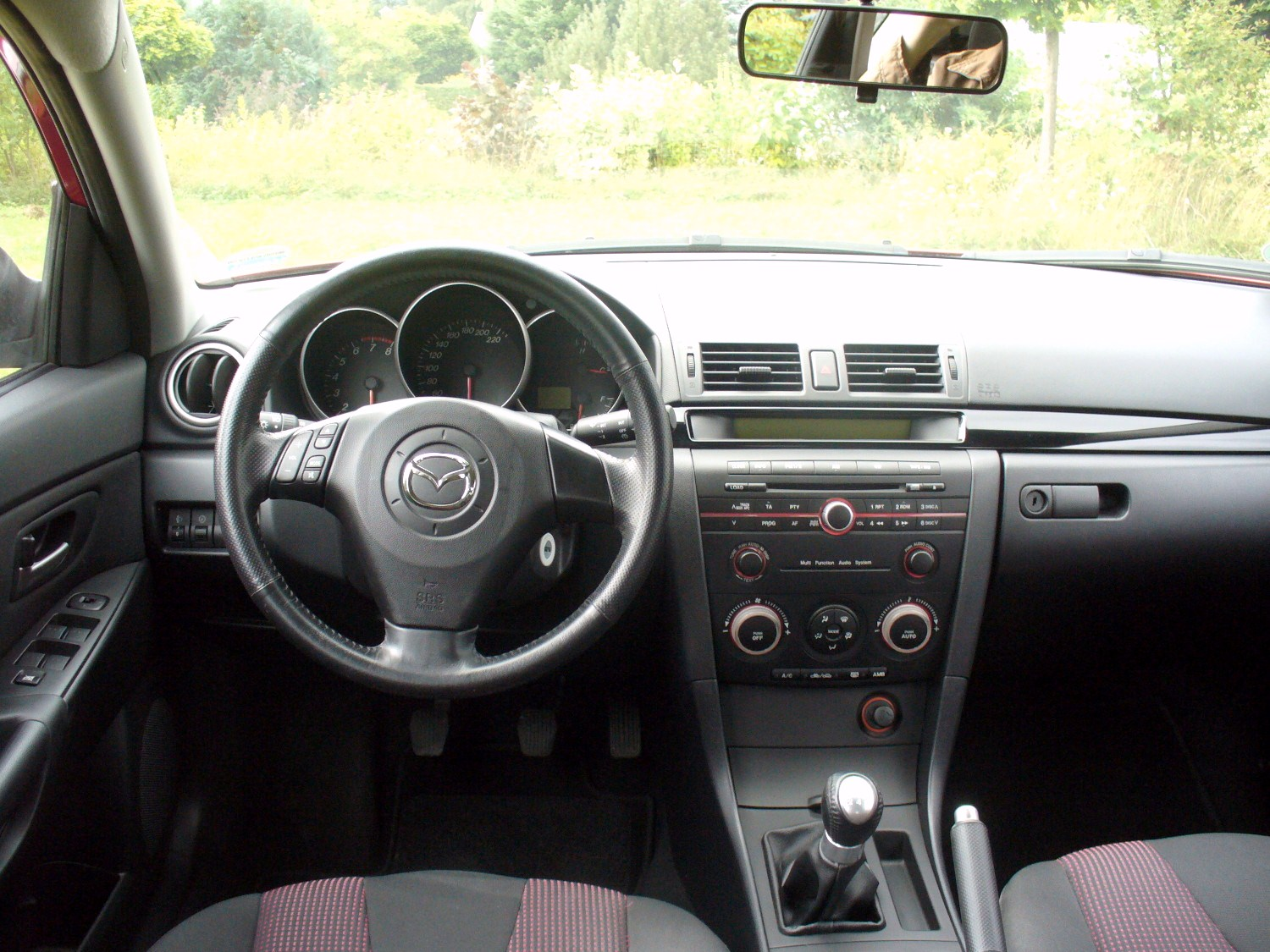
Mazda3 I

Перше покоління Mazda 3 представлено у вересні 2003 року на автосалоні у Франкфурті, спочатку як п'ятидверний хетчбек модель під назвою Mazda 3 Sport. У лютому 2004 року представлений чотирьох-дверний седан. Обидві моделі засновані на глобальній платформі Ford C1 (стійки McPherson спереду і багаторичажка ззаду), спільно з європейським Ford Focus і Volvo S40, і з червня 2003 року виготовлялися на заводі Mazda в Хофу (Японія).
З липня 2006 року пропонувалася оновлена Mazda 3.
Невелика споряджена маса (1260—1310 кг) дозволила використовувати на автомобілі не рекордні за потужністю мотори. Це були бензинові «четвірки» 1.4, 1.5 (тільки для Японії), 1.6 і 2.0 потужністю від 84 до 150 к.с., а також турбодизелі 1.6 і 2.0, що видають 109 і 143 к.с. відповідно. Але в Країні висхідного сонця і Північній Америці пропонувалися версії з двигуном 2.3, з якого знімали 162—171 к.с. У списку коробок передач значилися «механіки» з п'ятьма або шістьма ступенями, а також «автомати» про чотирьох або п'яти діапазонах.
Навесні 2006 року Mazda 3 піддалася рестайлінгу, в ході якого отримала легкі косметичні зміни і переналаштовану підвіску.

### Mazda3 MPS
В грудні 2006 року представлено Mazda3 MPS (Mazda Perfomance Sepi) з 2,3-літровим бензиновим двигуном MZR DISI Turbo потужністю 260 к.с. (191 кВт) і крутним моментом 380 Нм від Mazda6 MPS. Mazda3 MPS від 0 до 100 км/год розганяється за 6,1 секунди і досягає обмеженої електронікою максимальної швидкістості 250 км/год.

### Двигуни
Бензинові
- 1,4 л MZR Р4, 1349 см³, 62 kW (84 к.с.)
- 1,6 л MZR Р4, 1598 см³, 77 kW (105 к.с.)
- 2,0 л MZR Р4, 1999 см³, 110 kW (150 к.с.)
- 2,3 л MZR DISI Р4, 2261 см³, 191 kW (260 к.с.)

MZR = Mazda Responsive Benzinmotor
Дизельні
- 1,6 л MZ-CD Р4 Common-Rail, 1560 см³, 66 kW (90 к.с.)
- 1,6 л MZ-CD Р4 Common-Rail, 1560 см³, 80 kW (109 к.с.)
- 2,0 л MZR-CD Р4 Common-Rail, 1998 см³, 105 kW (143 к.с.)

MZR-CD = Mazda Responsive Common-Rail-Dieselmotor

## Друге покоління (BL) (2009—2013)

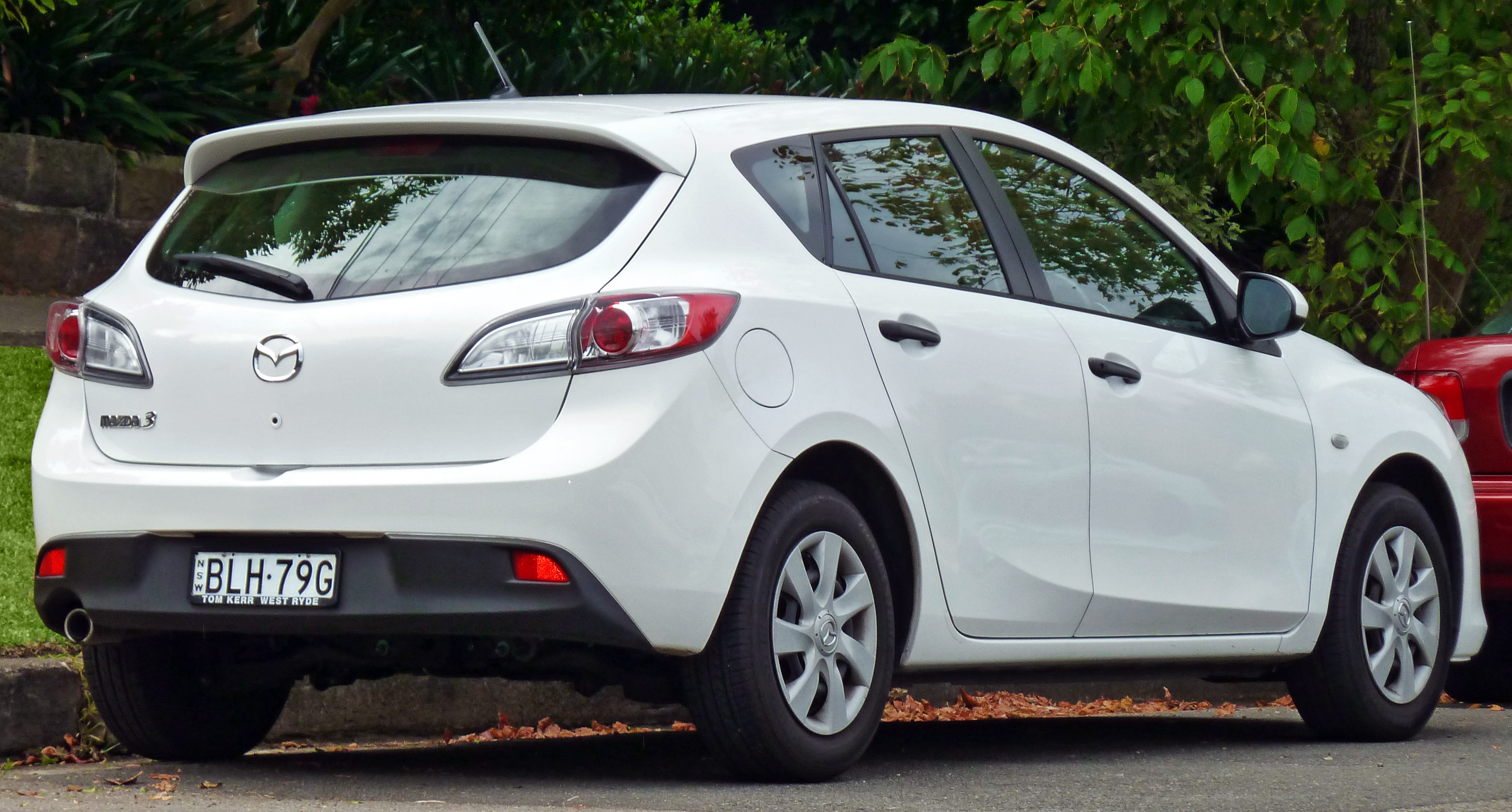
Mazda3 II хетчбек

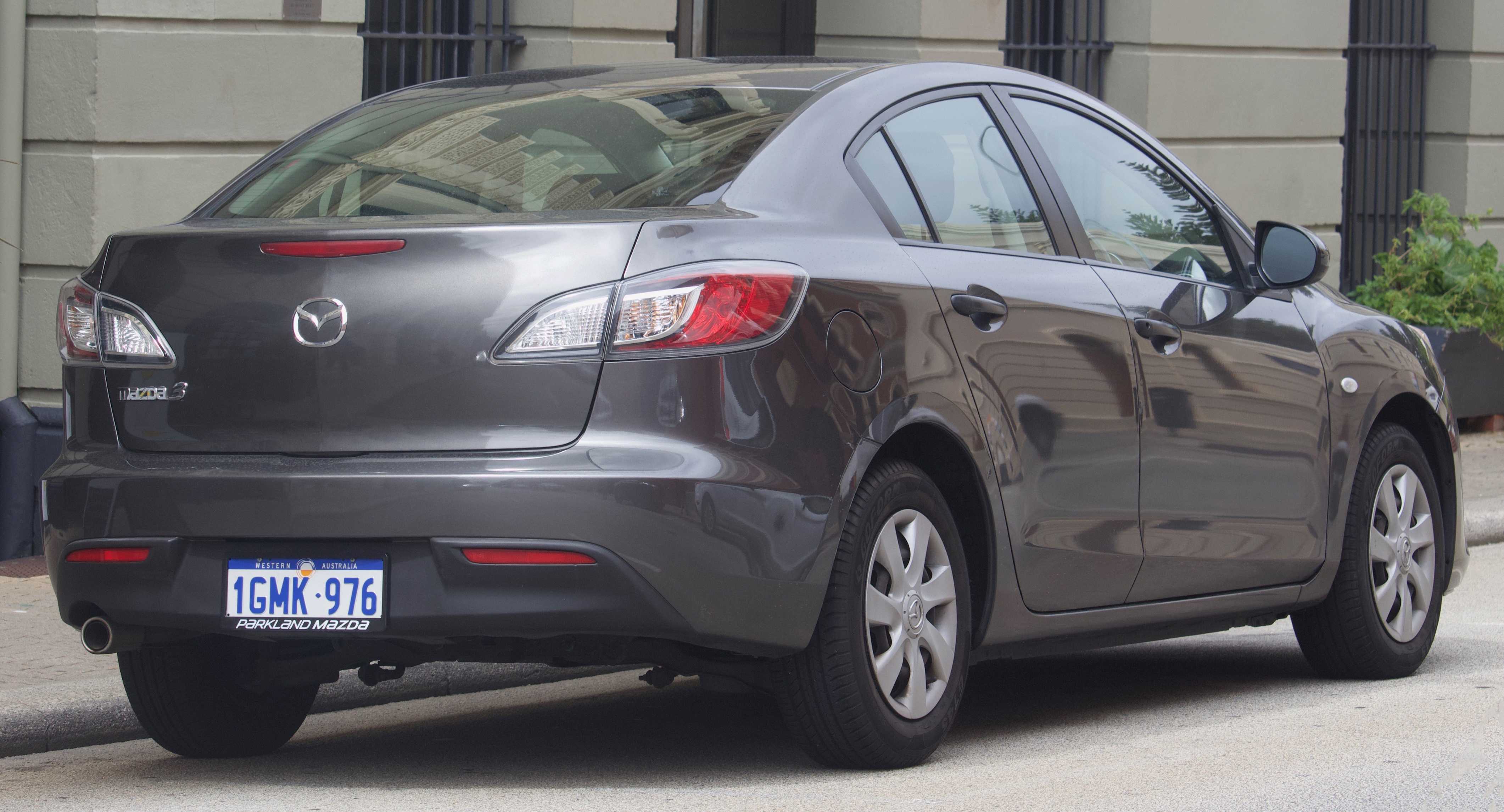
Mazda3 II седан

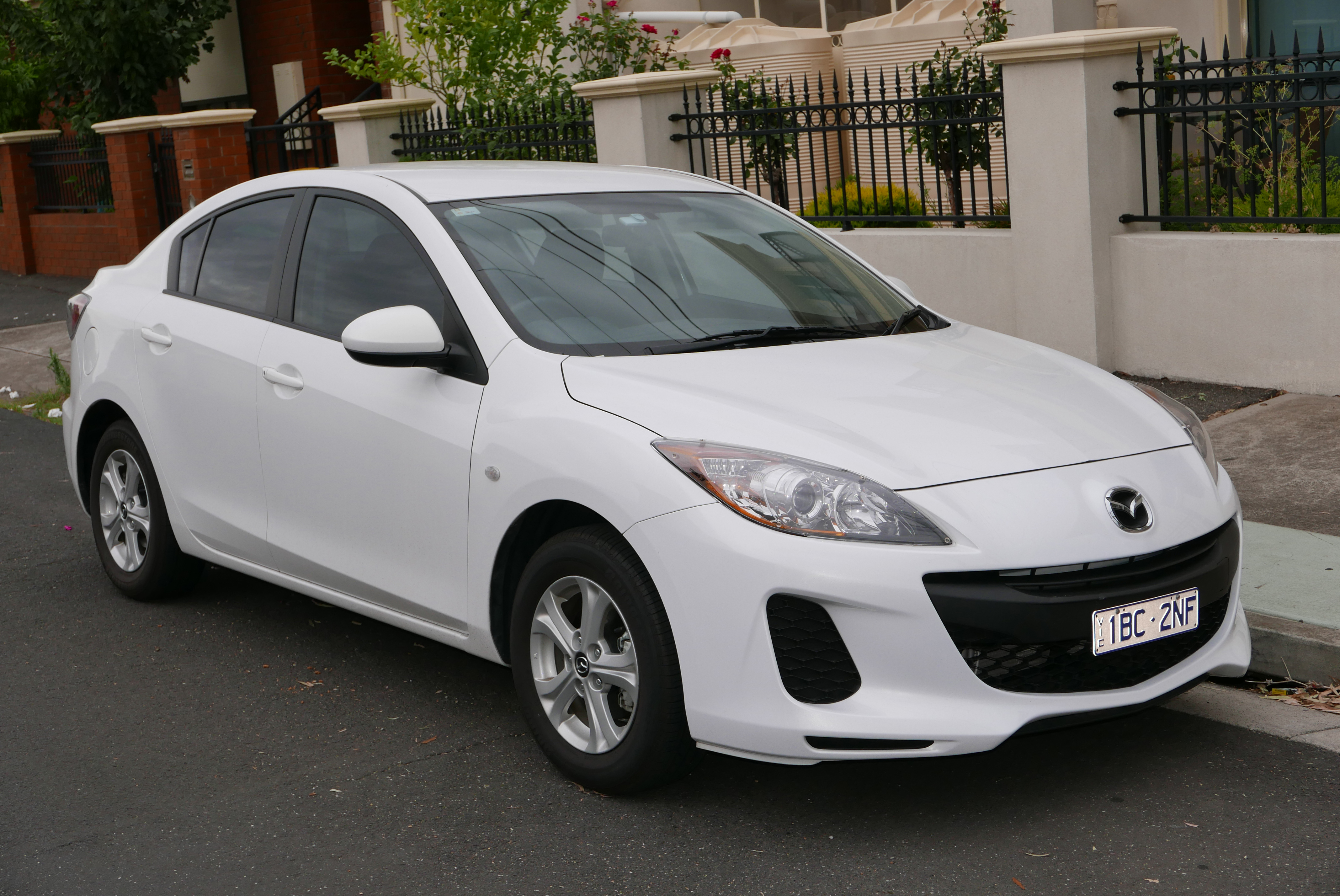
Mazda3 II седан (2011–2013)

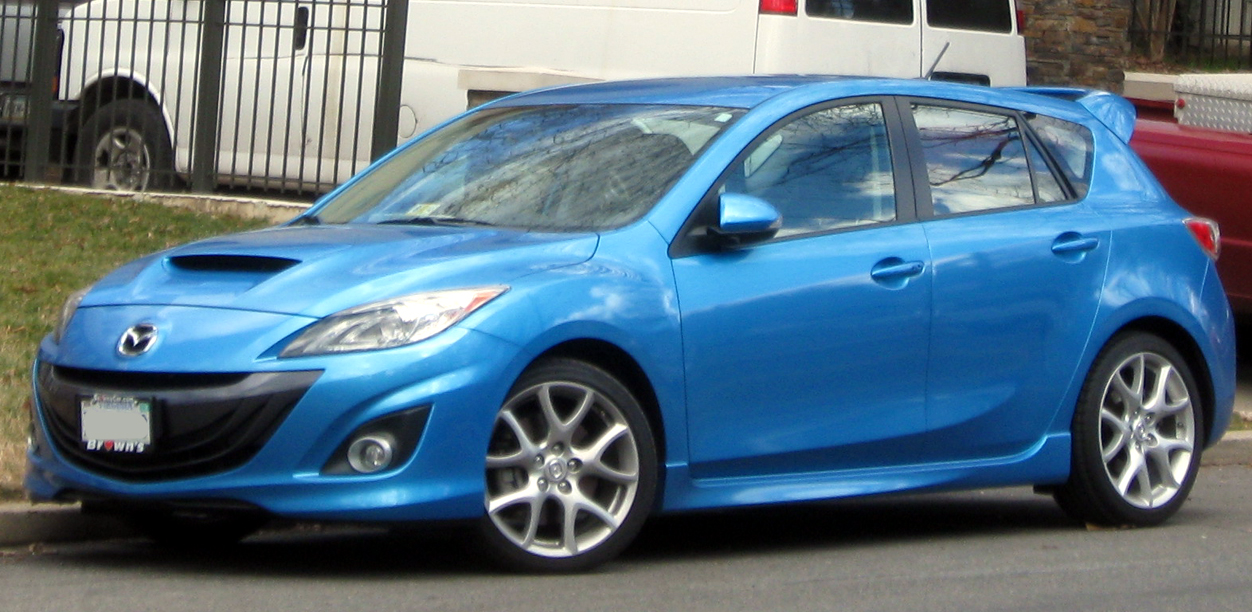
MazdaSpeed3 II

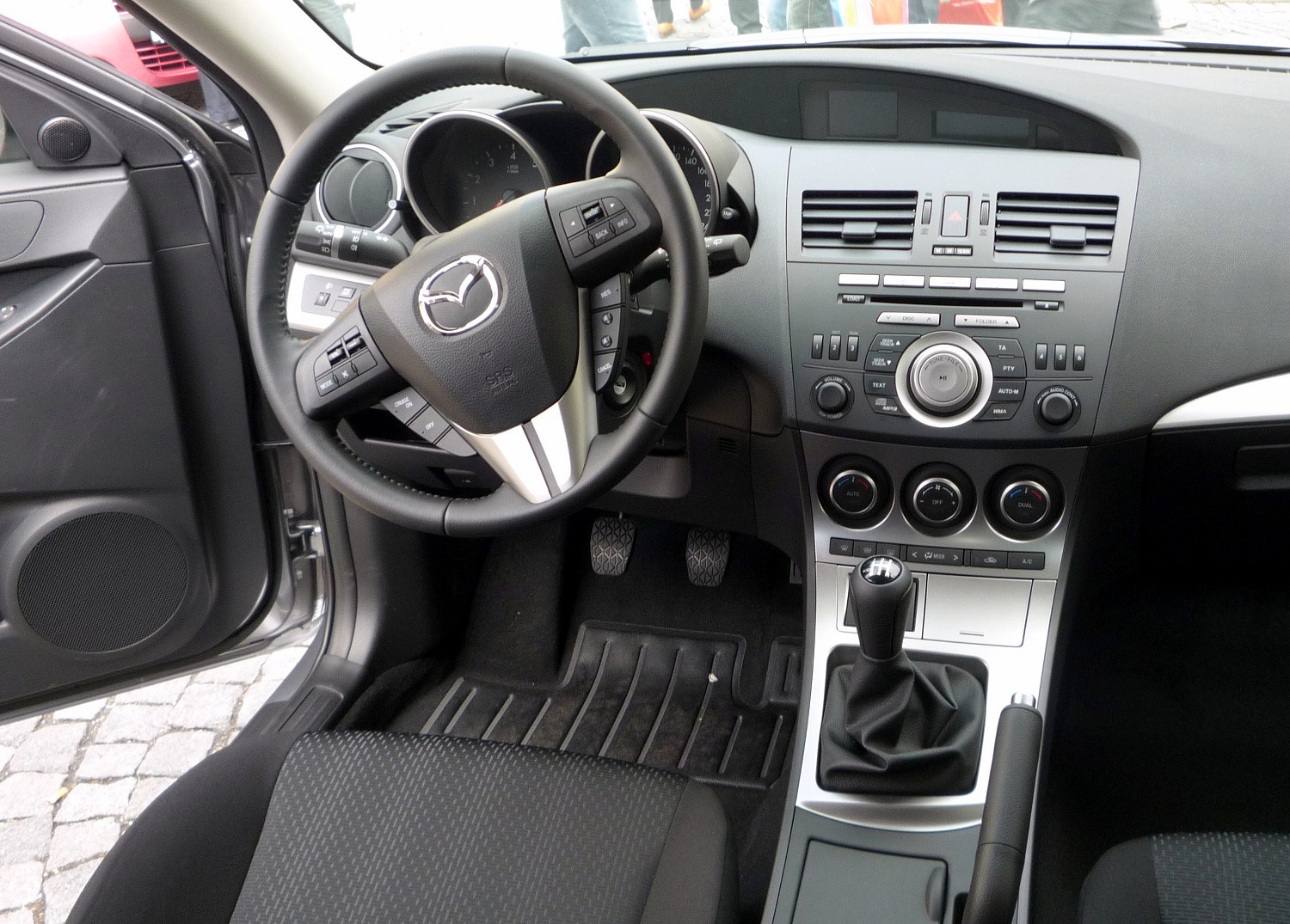

В кінці листопада 2008 року на автосалоні в Лос-Анджелесі представлено друге покоління Mazda3 у вигляді в чотирьох-дверного седана. П'ятидверний хетчбек представлений на виставці в Болонії на початку грудня 2008 року. Обидві версії продаються з квітня 2009 року, частково з новими двигунами і переглянутим дизайном.
Замість європейської благородної лаконічності з'явилися буйство ліній, сміливість вигинів і товстий наліт азійського стилю. Безумовно, з таким дизайном, за який відповідали японська, американська і європейська студії на чолі з Куніхіко Курісу, в автомобільному потоці не загубиться. Правда, одутлуватий кузов добре виглядав тільки з великими дисками. Адже при тій же колісній базі (2640 мм) і ширині (1755) довжина хетчбека збільшилася з 4420 до 4460 мм, а висота — з 1465 до 1470 мм. Японці серйозно переробили і інтер'єр — значно покращилися матеріали обробки, але випарувався спортивний дух попередниці. За технікою поновлення менш масштабні.
Автомобіль знову розробили на платформі Ford C1, хоча інженери зробили жорсткішими підрамники, змінили точки кріплення стабілізаторів поперечної стійкості і переналаштували пружні елементи.
У колишній конструкції кузова застосували більше високоміцних сталей і поперечних підсилювачів на підлозі і стелі в районі середніх стійок, а також вдвічі збільшилася кількість точок зварювання в дверних отворах. Жорсткість кузова на кручення зросла на 7 %, а маса його зменшилася на 11 кг. Бензинових двигунів 1.5 (як і колись, пропонувався тільки в Японії), 1.6 та 2.0 модернізація не торкнулася, дизель 1.6 додав у віддачі, але з лінійки випали агрегати 1.4, 2.3 і дизель 2.0. На їх місця прийшли мотори 2.0 Skyactive-G (157 к.с.) і 2.5 (167—169), а також турбодизель 2.2 (150—185). У гамму до знайомих коробок передач додали шестидіапазонний «автомат», а деякі версії з «механіками» комплектувалися системою start / stop. Продовжили випуск і передньопривідного хот-хетча Mazda3 MPS з тим же 260-сильним двигуном і механічною блокуванням диференціалу. Модель дочекалася змінника в 2013 році, а всього було зроблено без малого півтора мільйона машин другого покоління.
В березні 2009 року на автосалоні в Женеві представлене друге покоління Mazda3 MPS.
15 жовтня 2011 року на європейському ринку представлена модернізована версія Mazda3, яка отримала змінені бампери.

### Двигуни
| Модель                                                                                | Об'єм     | Циліндри                          | Потужність            | Коробка передач      | Роки випуску |           |
| Бензинові                                                                             | Бензинові | Бензинові                         | Бензинові             | Бензинові            | Бензинові    | Бензинові |
| ------------------------------------------------------------------------------------- | --------- | --------------------------------- | --------------------- | -------------------- | ------------ | --------- |
| 1.6 MZR                                                                               | 1598 см³  | 77 кВт (105 к.с.) при 6000 об/хв  | 145 Нм при 4000 об/хв | 5-МКПП               | з 2009       |           |
| 2.0 MZR                                                                               | 1999 см³  | 110 кВт (150 к.с.) при 6500 об/хв | 187 Нм при 4000 об/хв | 5-АКПП «Activematic» | з 2009       |           |
| 2.0 MZR-DISI                                                                          | 1999 см³  | 111 кВт (151 к.с.) при 6200 об/хв | 191 Нм при 4500 об/хв | 6-МКПП               | з 2009       |           |
| 2.3 MZR-DISI (MPS)                                                                    | 2261 см³  | 193 кВт (263к.с.) при 5500 об/хв  | 380 Нм при 3000 об/хв | 6-МКПП               | з 2009       |           |
| 2.5 MZR*                                                                              | 2489 см³  | 125 кВт (170 к.с.) при 6000 об/хв | 227 Нм при 4500 об/хв | 6-МКПП               | з 2009       |           |
| *nur für Nord-Amerika, MZR = Mazda Responsive; DISI = Direct Injection Spark Ignition |           |                                   |                       |                      |              |           |
| Дизельні                                                                              |           |                                   |                       |                      |              |           |
| 1.6 MZ-CD                                                                             | 1560 см³  | 80 кВт (109 к.с.) при 4000 об/хв  | 240 Нм при 2000 об/хв | 5-МКПП               | 2009–11/2010 |           |
| 1.6 MZ-CD                                                                             | 1560 см³  | 85 кВт (115 к.с.) при 3600 об/хв  | 270 Нм при 1750 об/хв | 6-МКПП               | з 11/2010    |           |
| 2.2 MZR-CD                                                                            | 2184 см³  | 110 кВт (150 к.с.) при 3500 об/хв | 360 Нм при 1800 об/хв | 6-МКПП               | з 2009       |           |
| 2.2 MZR-CD                                                                            | 2184 см³  | 136 кВт (185 к.с.) при 3500 об/хв | 400 Нм при 1800 об/хв | 6-МКПП               | з 2009       |           |
| MZR-CD = Mazda Responsive Common-Rail-Dieselmotor                                     |           |                                   |                       |                      |              |           |

## Третє покоління (BM/BN) (2013—2019)

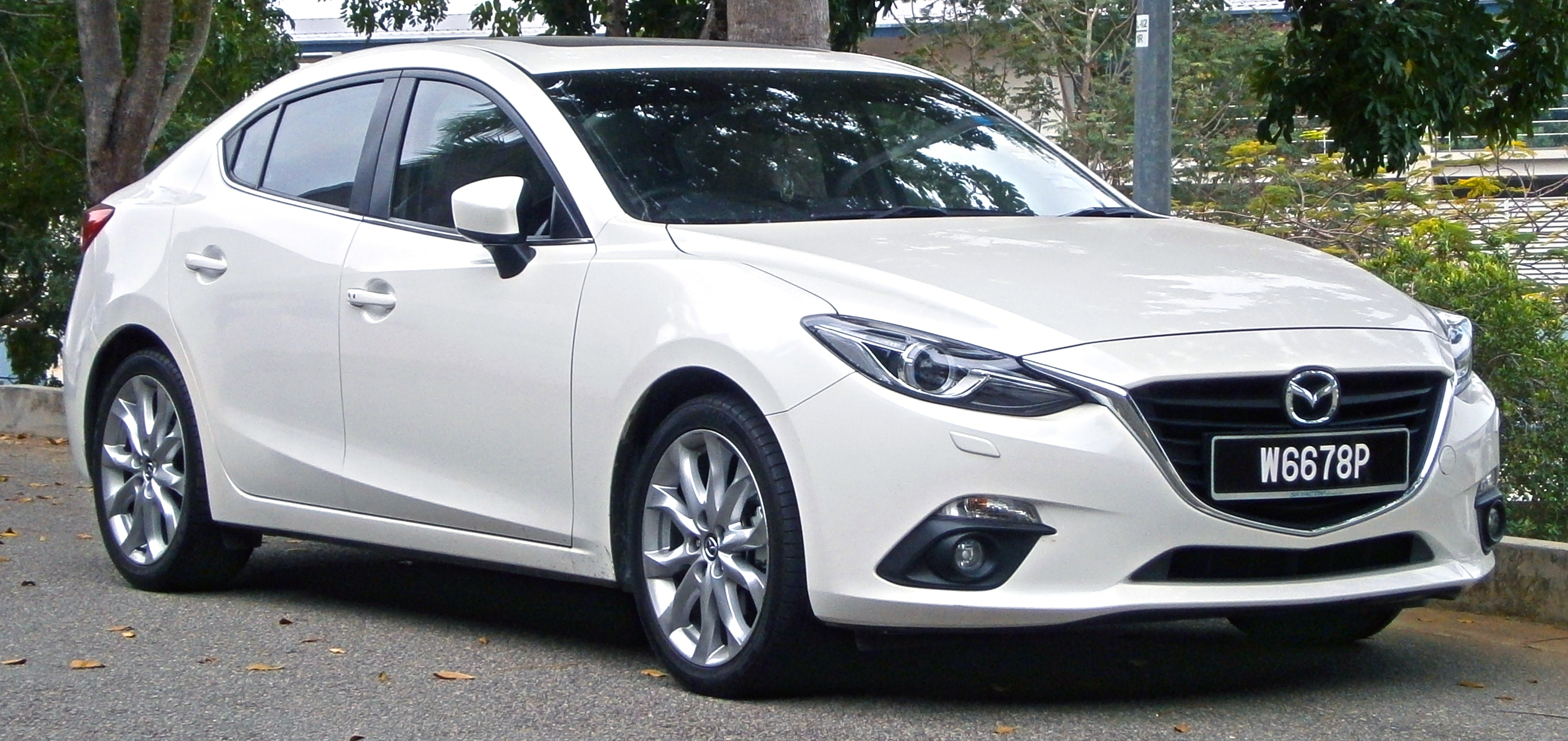
Mazda3 (BM) седан (2013—2017)

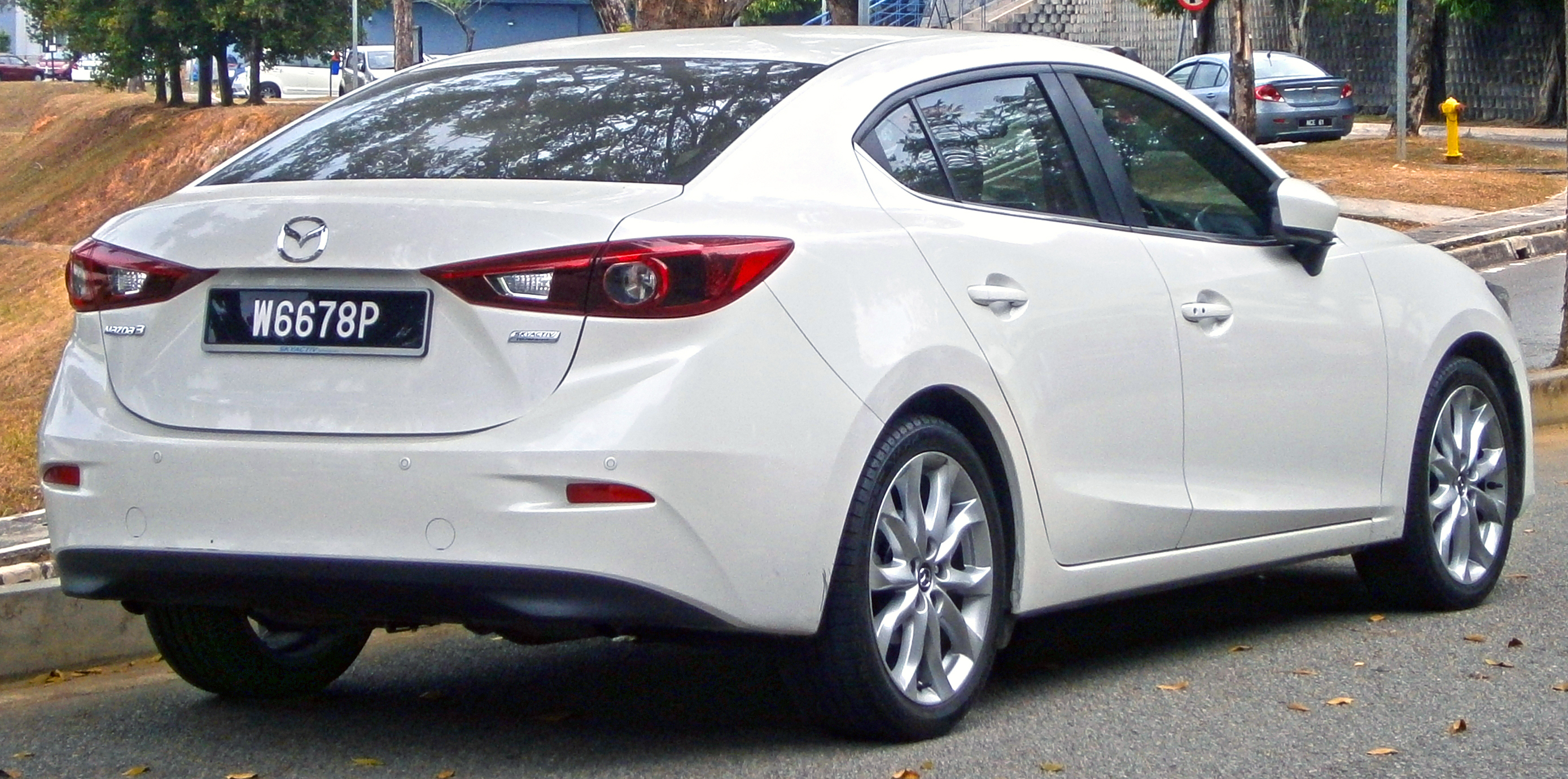
Mazda3 (BM) седан

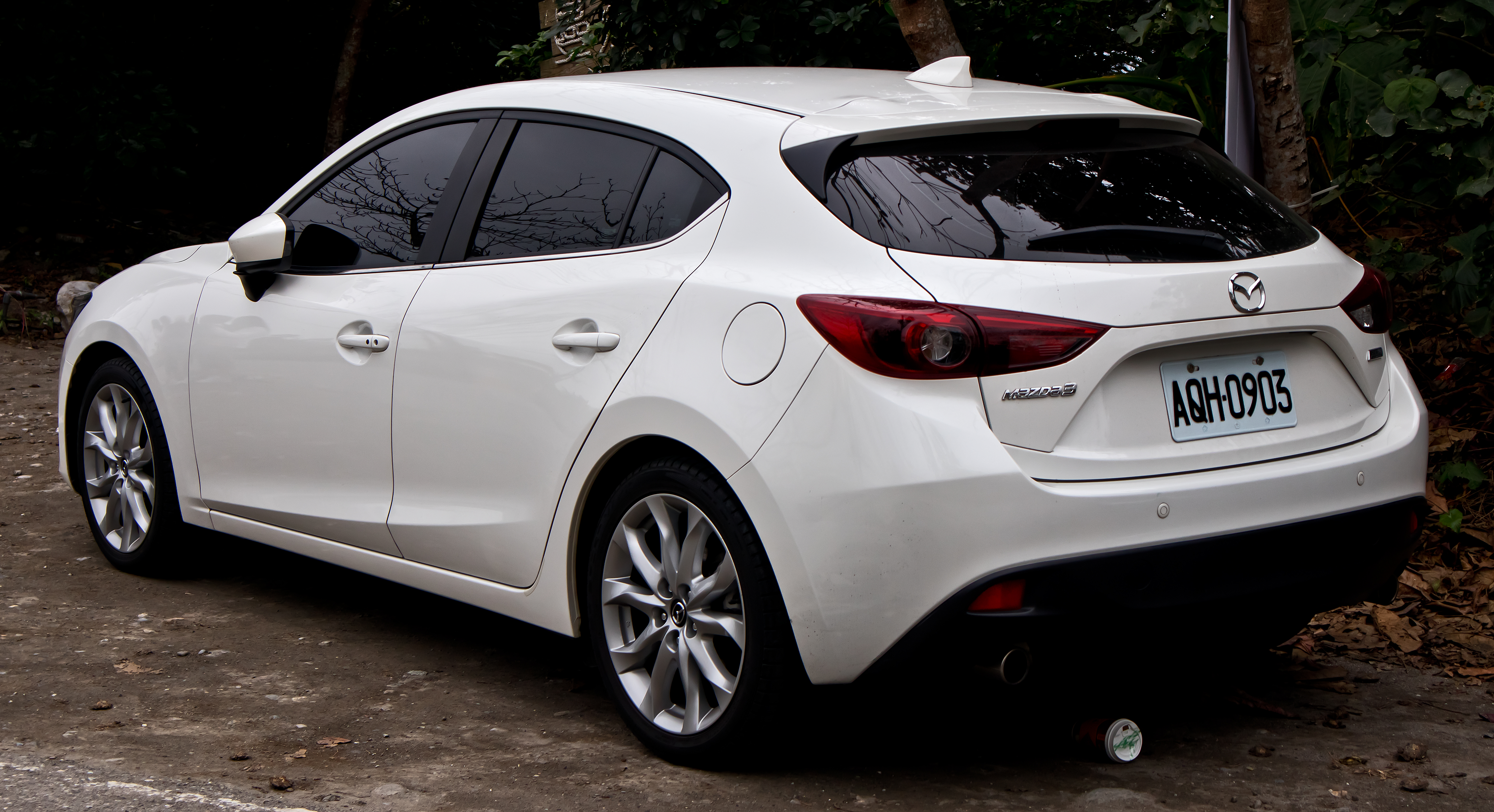
Mazda3 (BM) хетчбек

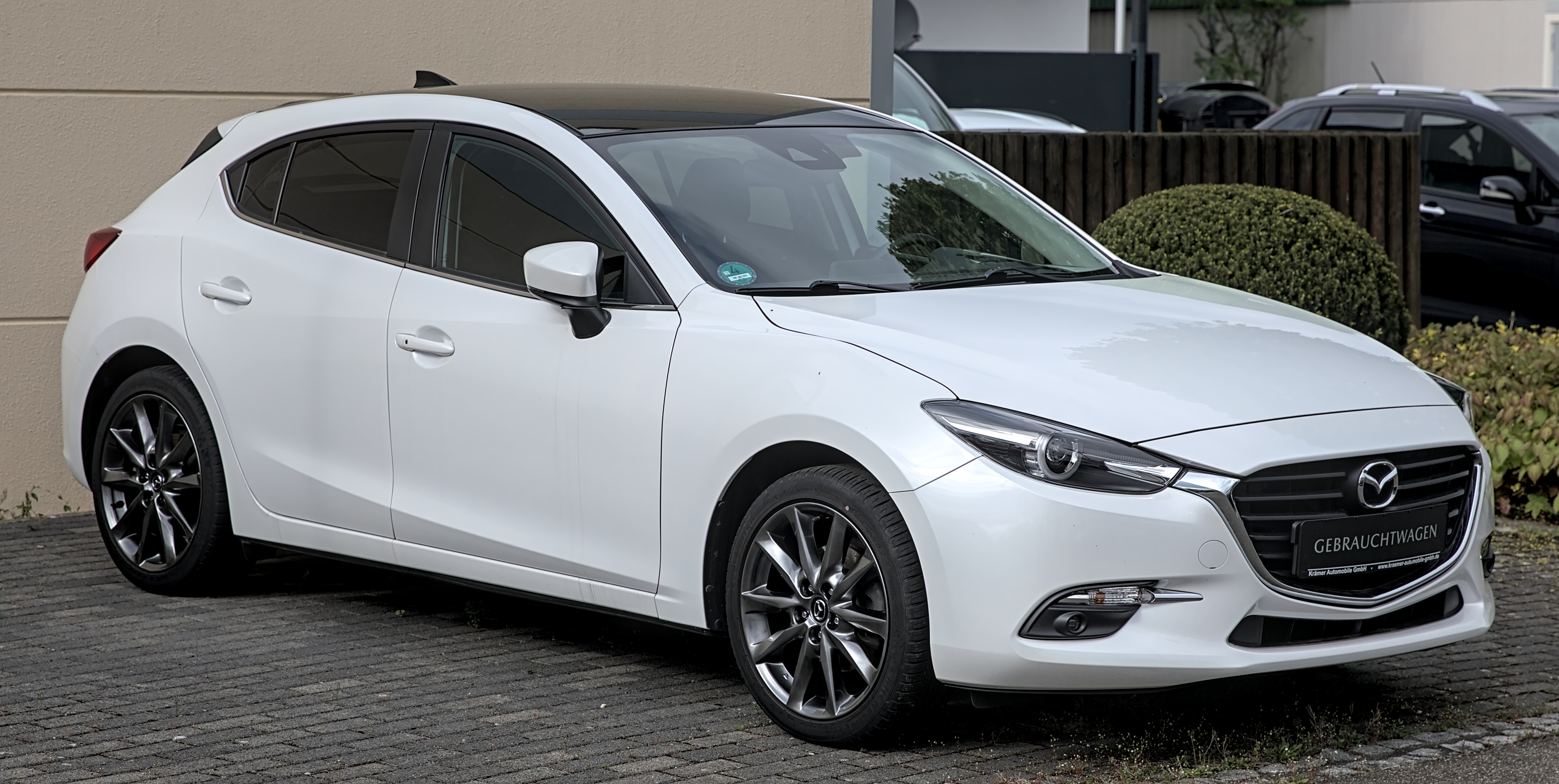
Mazda3 (BM) хетчбек (2017—2019)

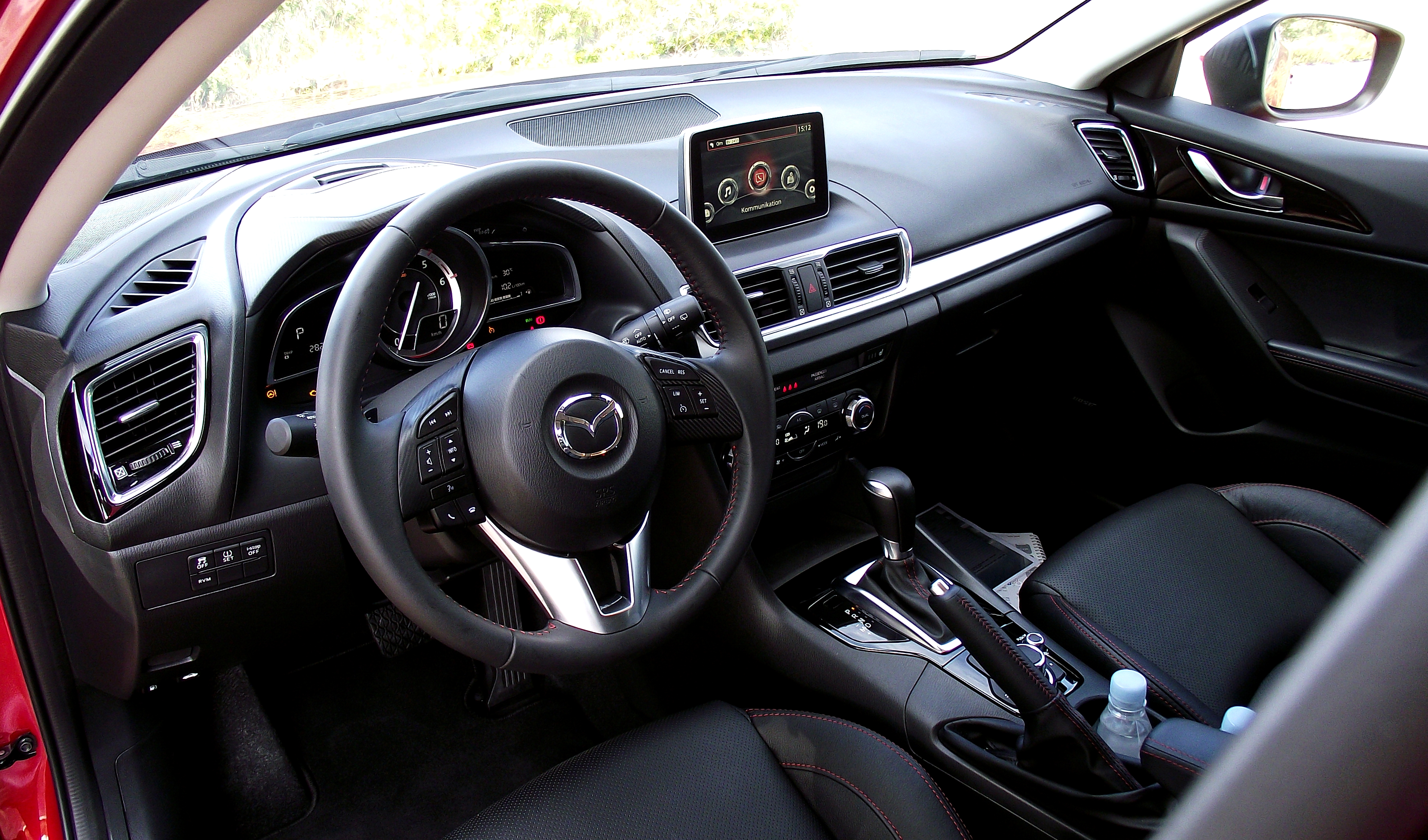

Увечері 26 червня 2013 року одночасно в п'яти містах — Лондоні, Санкт-Петербурзі, Нью-Йорку, Мельбурні та Стамбулі — пройшла світова прем'єра нового хетчбека Mazda3. Третє покоління стартувало в 2013 році. З платформи BL (частково запозичені елементи «візки» Ford C1) модель перебралася на платформу Skyactiv з Макферсоном і багаторичажкою. Втім, Skyactiv — це ціла архітектура, яка передбачала і впровадження нових «скайактівних» моторів, електроніки і так далі. Нова Mazda3 оснащена атмосферними бензиновими двигунами Skyactiv-G 1.5 л (100 к.с., 150 Нм), 2.0 л (два варіанти: 120 і 165 к.с., обидва з максимальним обертовим моментом в 210 Нм), 2.5 л (для американського ринку, з потужністю 184 к.с. та 251 Нм) і турбодизелем Skyactiv-D 2.2 л (150 к.с., 380 Нм). Коробок передач дві: шестиступеневі АКПП і МКПП. Всі двигуни доповнені системою start/stop, названої тут i-stop. Залежно від комплектації на моделі також може стояти система рекуперації енергії гальмування i-ELOOP.
У 2016 році базова комплектація iSV знята з виробництва, тож тепер комплектація iSport є базовою у модельному ряді Мазда3 2016 року. ЇЇ відмінністю є стандартна камера заднього виду. Також, нововведенням стало створення специфічних пакетів обладнання окремо для компактного седана та хетчбеку Mazda. Так, дана комплектація передбачає наявність: інформаційно-розважальної системи Mazda Connect з 7-дюймовими екраном; AM/FM/HD радіо та аудіо системи з 6-ма динаміками, USB входом, Bluetooth синхронізацією телефону та потоковою передачею аудіо; кнопки запуску двигуна «старт» та круїз-контролю.
Одним з важливих нововведень стало впровадження системи G-Vectoring Control, яка покращує керованість за рахунок невеликих короткочасних коригувань в моменті, що крутить мотора (вони побічно впливають на сили в зоні контакту керованих коліс). Ще тут з'явилися адаптивні світлодіодні фари, поліпшені дизелі зі зниженим рівнем шуму (Natural Sound Frequency Control і Natural Sound Smoother), в компанію до дизелю 2.2 доданий 1.5, а 2.2 стало можливим поєднувати з повним приводом. Також система автогальмування замість ІК-сенсора стала орієнтуватися по камері і навчилася визначати пішоходів.

### Двигуни
| Бензинові      | Бензинові | Бензинові | Бензинові          | Бензинові      | Бензинові                 | Бензинові                    |
| Модель         | Об'єм     | Циліндри  | Потужність         | Крутний момент | Примітки                  | Роки випуску                 |
| -------------- | --------- | --------- | ------------------ | -------------- | ------------------------- | ---------------------------- |
| 1.5 SKYACTIV-G | 1498 см³  | Р4        | 75 кВт (100 к.с.)  | 150 Нм         | 6-ст. МКПП або 6-ст. АКПП | з 09/2013                    |
| 1.5 SKYACTIV-G | 1498 см³  | Р4        | 86 кВт (117 к.с.)  | 150 Нм         | 6-ст. МКПП або 6-ст. АКПП | з 11/2013 (тільки для Росії) |
| 1.6 MZR        | 1598 см³  | Р4        | 77 кВт (104 к.с.)  | 145 Нм         | 5-МКПП                    | з 11/2013 (тільки для Росії) |
| 2.0 SKYACTIV-G | 1999 см³  | Р4        | 88 кВт (120 к.с.)  | 210 Нм         | 6-ст. МКПП або 6-ст. АКПП | з 09/2013                    |
| 2.0 SKYACTIV-G | 1999 см³  | Р4        | 110 кВт (150 к.с.) | 210 Нм         | 6-ст. МКПП або 6-ст. АКПП | з 11/2013 (тільки для Росії) |
| 2.0 SKYACTIV-G | 1999 см³  | Р4        | 121 кВт (165 к.с.) | 210 Нм         | 6-ст. МКПП або 6-ст. АКПП | з 09/2013                    |
| Дизельні       |           |           |                    |                |                           |                              |
| Модель         | Об'єм     | Циліндри  | Потужність         | Крутний момент | Примітки                  | Роки випуску                 |
| 2.2 SKYACTIV-D | 2184 см³  | Р4        | 110 кВт (150 к.с.) | 380 Нм         | 6-ст. МКПП або 6-ст. АКПП | з 09/2013                    |

## Четверте покоління (BP) (2019—наш час)

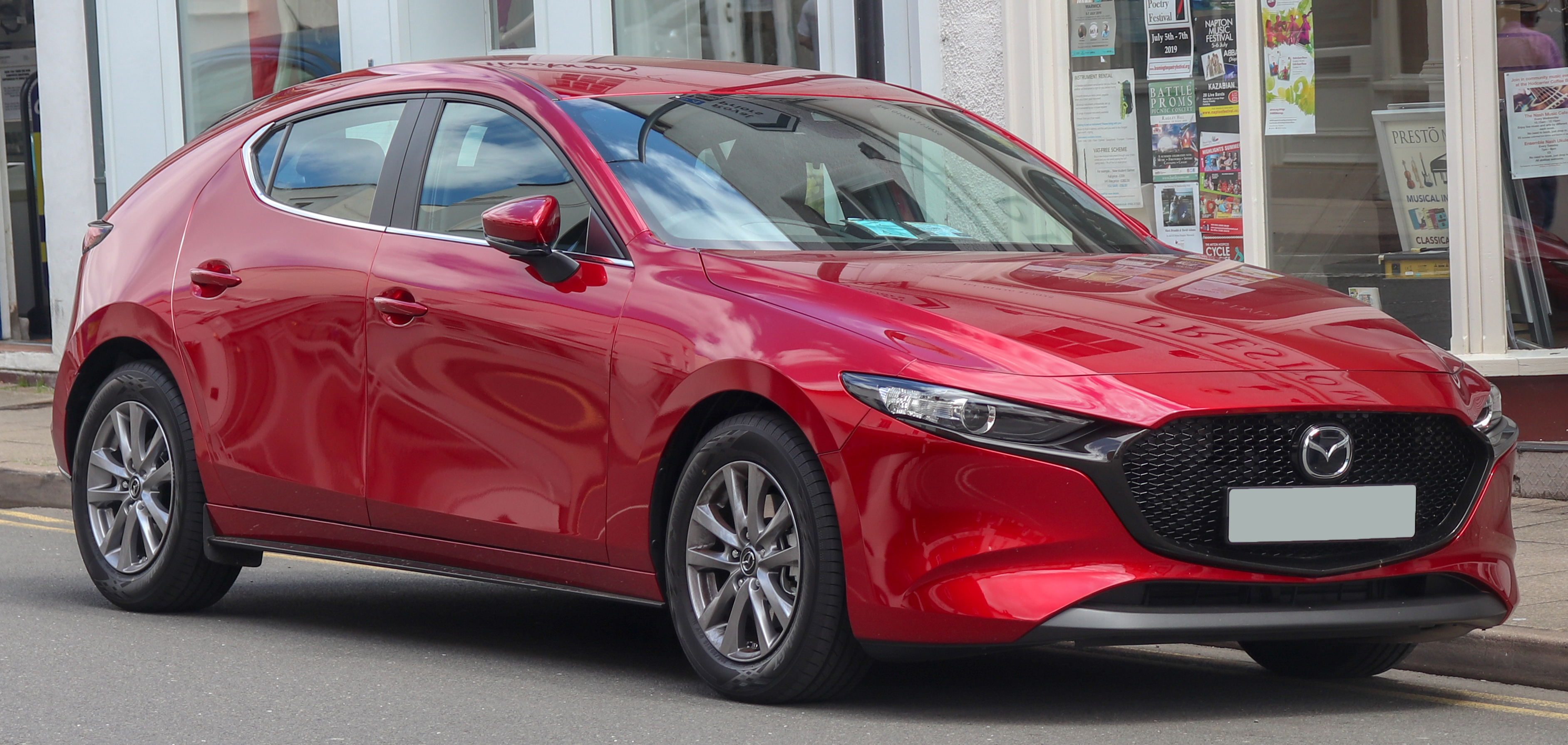
Mazda 3 (BP)

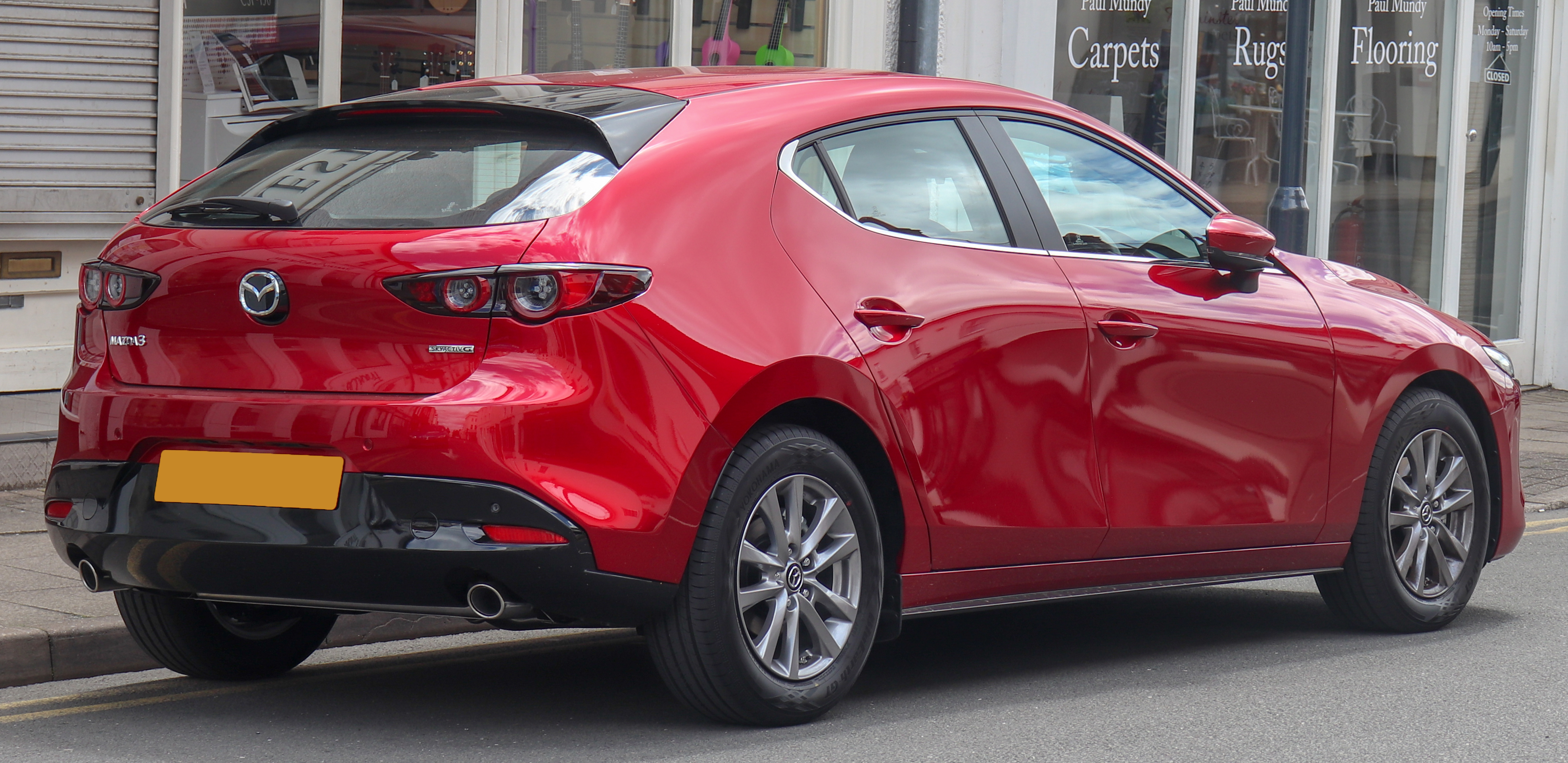
Mazda 3 (BP)

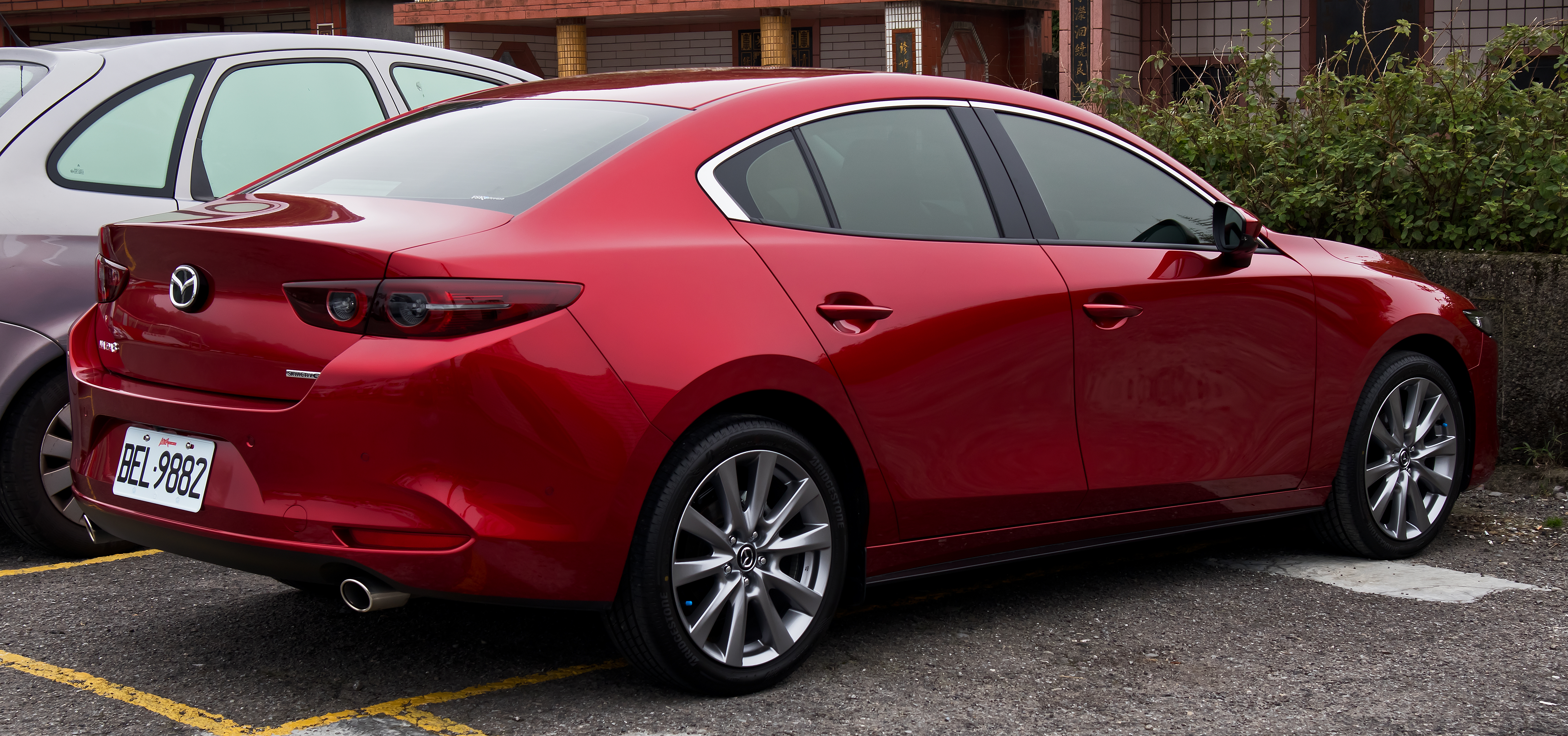
Mazda 3 (BP)

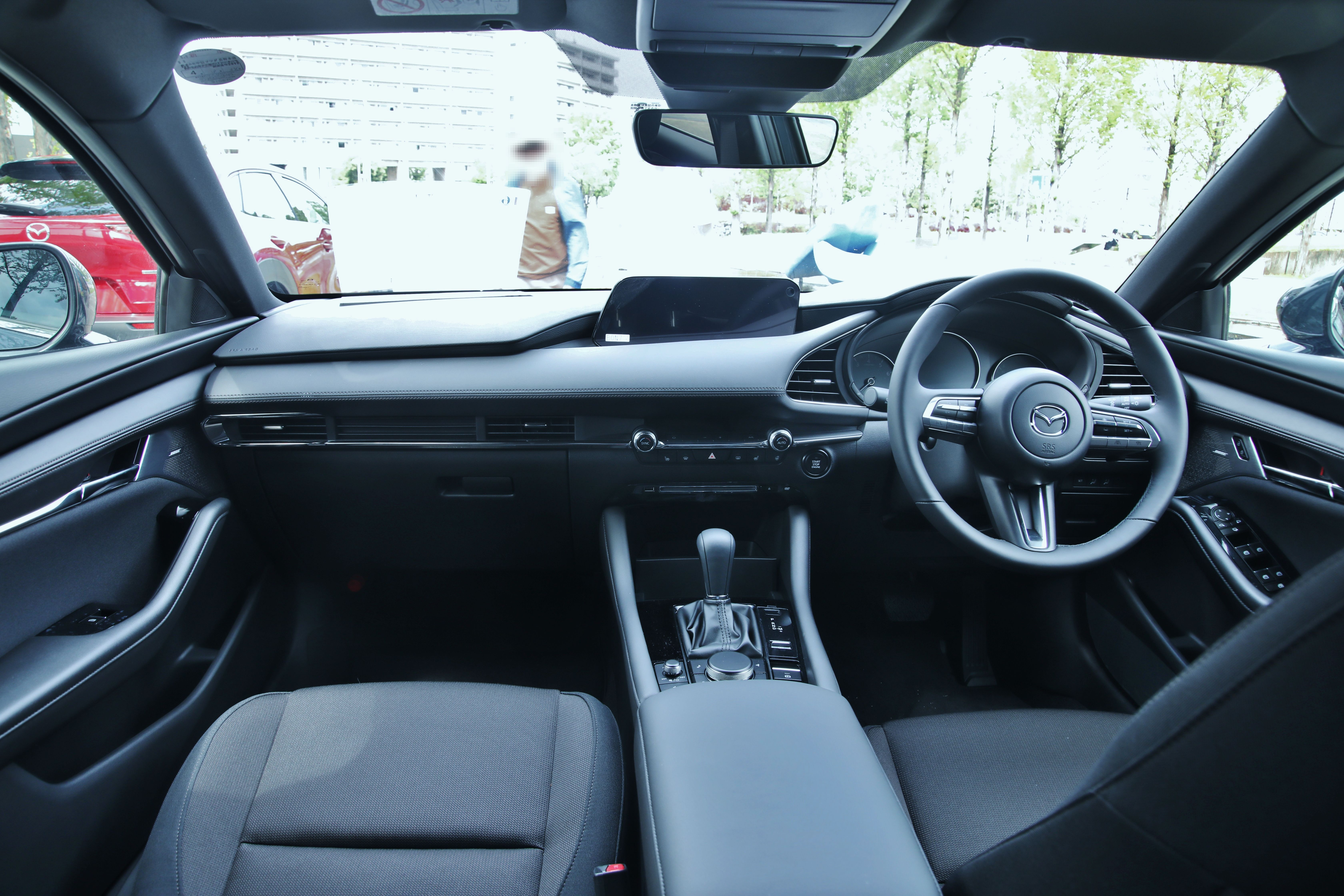
Mazda 3 (BP)

28 листопада 2018 року в Лос-Анджелесі відсвяткували прем'єру хетчбек і седан Mazda 3 четвертого покоління. З моменту виходу на ринок першої генерації модель Mazda 3 знайшла понад шість мільйонів покупців — тому розробники постаралися зберегти ті головні якості, за які японську машину і цінували: яскравий вигляд і те саме «єднання коня і вершника» (Jinba Ittai), культивується Маздою і в даній моделі, і в інших своїх розробках. Але шасі, кузов, салон і силові агрегати зазнали серйозної ревізії.
Силова структура кузова отримала простягнуті в різних напрямках закільцьовані набори підсилювачів, які збільшили його жорсткість. Плюс нові елементи, краще гасять енергію удару. Частка високоміцних сталей з межею міцності в 980 МПа або вище зросла з трьох відсотків до 30 %. Вперше на Маздах штатним обладнанням стала колінна подушка безпеки водія. Бічні ейрбеги отримали по дві камери з різним тиском (передня — з низьким, задня — з більш високим), що сприяє більш м'якому, але в той же час надійному утриманню людини. Про пішоходів автори моделі теж подумали: новий бампер краще попереднього береже їх коліна при наїзді, а капот з приглушують удар структурами — голову.
Нова «трійка» отримала різноманітність моторів: бензинові агрегати Skyactiv-G 1.5 і 2.0, відомі дизелі з серії Skyactiv-D, а до того ж новий бензиновий агрегат Skyactiv-X з циклом SPCCI (Spark Plug Controlled Compression Ignition, запалювання від стиснення з контролем за рахунок свічок).
Цикл SPCCI є підвидом циклу HCCI, який при відомому спрощення можна представити як реалізацію принципу дизеля на бензині. Чимало компаній ставило досліди з таким циклом, але Mazda 3 стала першою серійною моделлю, де він виявився втілений. Мотор Skyactiv-X (повні характеристики всіх двигунів, до слова, ще не розкриті), за запевненням розробників, виділяється живим і лінійним відгуком на натиснення педалі газу, і, звичайно ж, економічністю (це перше, заради чого інженери возилися з циклом SPCCI). Двигун Skyactiv-X доповнено помірною гібридною системою M Hybrid, яка може додатково комплектуватись стояти і на агрегатах Skyactiv-G. Останні являють собою найсвіжішу варіацію в сімействі, з модернізованими впускними каналами, поршнями, системами уприскування і охолодження.
Автомобіль комплектуються 6-ст SkyActiv-MT МКПП або SkyActiv-Drive АКПП.
Залежно від модифікації на Мазді 3 можна побачити новий повний привід i-Activ AWD (в такому випадку базова торсіонна балка ззаду замінена на багатоважільну підвіску, але в релізі цей момент обійдений увагою). Він володіє на 60 % меншими механічними втратами, ніж попередній набір вузлів. Ще він отримав нову систему контролю вертикального завантаження коліс, що дозволяє точніше перерозподіляти тягу між осями. І ця нова система діє у згоді з комплексом поліпшення керованості G-Vectoring Control Plus. Він контролює завантаження керованих коліс на вході в поворот (для більш точної реакції на дії водія), а ще генерує вертикальний стабілізуючий момент на виході з дуги при розпрямленні траєкторії.
«Мазда» при оформленні інтер'єру зробила ставку на лаконічний, і разом з тим високофункціональний і бездоганний за якістю салон. Торпедо позбавлене якихось яскравих точок тяжіння, але воно повністю виконано з м'яких якісних матеріалів (за винятком вставок з алюмінію). Дефлектори обдування замасковані, виділяються тільки кілька кнопок і два регулятора, що відповідають за мікроклімат. Загальна архітектура нагадує оновлену Mazda 6.
Стандартні системи безпеки Mazda 3 2020 року включають автоматичні фари дальнього світла, датчики дощу, допомогу в утриманні смуги руху, попередження про вихід зі смуги руху, камеру заднього виду, попередження при лобовому зіткненні, автоматичне екстрене гальмування, виявлення пішоходів, адаптивний круїз-контроль і моніторинг стану водія. Також доступний моніторинг сліпих зон, оповіщення при перехресному русі і адаптивні фари.
У 2021 модельному році Mazda 3 отримала оновлену лінійку двигунів. Це 155-сильний базовий силовий агрегат та 250-сильний мотор с турбонаддувом, який встановлюватиметься в топових комплектаціях.
У 2023 році Mazda 3 отримала новий базовий силовий агрегат на 191 к.с. та стандартні Apple CarPlay і Android Auto.
Лінійка комплектацій хетчбека Mazda 3 2024 модельного року поповнилась версією Carbon Turbo. 

### Двигуни
- 1.5 L SkyActiv-G F-P5 I4 114 к.с. 150 Нм
- 2.0 L SkyActiv-G PE-VPS I4 122 к.с. 213 Нм
- 2.0 L SkyActiv-G PE-VPS I4 150 к.с. 213 Нм
- 2.0 L SkyActiv-X compressor I4 180 к.с. 224 Нм (09/2019–03/2021)
- 2.0 L SkyActiv-X compressor I4 186 к.с. 240 Нм (з 03/2021)
- 2.5 L SkyActiv-G PY-VPS I4 190 к.с. 252 Нм
- 2.5 L SkyActiv-G PY-VPTS turbo I4 250 к.с. 430 Нм
- 1.8 L SkyActiv-D S8-DPTS/S8-DPTR turbo diesel I4 116 к.с. 270 Нм